# 大分市立高田小学校
大分市立高田小学校（おおいたしりつ たかたしょうがっこう）は、大分県大分市にある公立小学校である。

## 概要
大野川とその派川の乙津川に挟まれた三角州を校区とする小学校である。この三角州は、楽器の琵琶に似た形をしていることから、琵琶洲とも呼ばれる。土地が平坦なため、かつては周囲を堤防で囲んだ輪中が形成され、現在も部分的に残っている。

## 沿革
- 1873年（明治6年）8月 - 家塾であった明倫堂を村立明倫学校として開校。
- 1875年（明治8年） - 明治学校となる。
- 1876年（明治9年）11月 - 高田小学校となる。
- 1887年（明治20年）4月 - 小学校令改正により高田尋常小学校となる。
- 1927年（昭和2年） - 現在地に移転。
- 1941年（昭和16年）4月 - 高田村立国民学校となる。
- 1947年（昭和22年）4月 - 高田村立高田小学校となる。
- 1954年（昭和29年）3月 - 鶴崎市との合併により鶴崎市立高田小学校に改称。
- 1963年（昭和38年）3月 - 大分市との合併により大分市立高田小学校に改称。
- 1994年（平成6年）10月22日 - 新校舎竣工[1]。

## 通学区域
大字下徳丸、大字関園、大字常行、大字鶴瀬、大字丸亀、大字南